# Sînîțîne (Sînîțîne), Kirovske
Sînîțîne (în ucraineană Синицине) este localitatea de reședință a comunei Sînîțîne din raionul Kirovske, Republica Autonomă Crimeea, Ucraina.

## Demografie
Componența lingvistică a localității Sînîțîne
     Rusă (61,17%)
     Tătară crimeeană (26,12%)
     Ucraineană (11,17%)
     Alte limbi (0,7%)
Conform recensământului din 2001, majoritatea populației localității Sînîțîne era vorbitoare de rusă (61,17%), existând în minoritate și vorbitori de tătară crimeeană (26,12%) și ucraineană (11,17%).